# Повуа-де-Варзин (район)
Повуа-де-Варзин (порт. Póvoa de Varzim) — район (фрегезия) в Португалии, входит в округ Порту. Является составной частью муниципалитета Повуа-де-Варзин. Находится в составе крупной городской агломерации Большой Порту. По старому административному делению входил в провинцию Дору-Литорал. Входит в экономико-статистический субрегион Большой Порту, который входит в Северный регион. Население составляет 27 810 человек на 2001 год. Занимает площадь 5,25 км².
Покровителем района считается Дева Мария (порт. Nossa Senhora da Conceição).

## История
Район основан в 1308 году